# Tommaso Marini
Tommaso Marini, född 17 april 2000 i Ancona, är en italiensk fäktare.
Vid OS 2024 ingick Marini i det italienska laget som tog silver i florett.